# Danh sách cầu thủ bóng đá Đức sinh ra ở nước ngoài
Cầu thủ bóng đá Đức sinh ra ở nước ngoài đã từng chơi cho đội tuyển bóng đá quốc gia Đức và được sinh ra bên ngoài biên giới Đức.Danh sách này bao gồm các cựu cầu thủ đội tuyển bóng đá quốc gia Tây Đức.Bao gồm các vùng từng chiếm đóng của Đức

## Danh sách cầu thủ đội tuyển bóng đá quốc gia Đức sinh ra bên ngoài nước Đức

### Áo
- Franz Binder[1]
- Karl Decker[2]
- Wilhelm Hahnemann[1]
- Franz Jelinek[3]
- Matthias Kaburek[1]
- Alexander Martinek
- Hans Mock[1]
- Josef Pekarek
- Hans Pesser[1]
- Peter Platzer[1]
- Rudolf Raftl[1]
- Willibald Schmaus[1]
- Karl Sesta[1]
- Josef Stroh[1]
- Johann Urbanek[1]
- Franz Wagner[1]

### Bỉ
- Herbert Wimmer

### Bosnia Và Herzegovina

#### SFR Yugoslavia
- Marko Marin

### Brazil
- Cacau[4]
- Kevin Kuranyi[5]
- Paulo Rink[6]

### Cộng hòa Séc

#### Tiệp Khắc
- Mirko Votava

#### Sudetenland
- Sigfried Held

### Ghana
- Gerald Asamoah

### Hungary
- Ernst Nagelschmitz
- Stefan Reisch

### Namibia

#### German South West Africa
- Werner Schulz

### Ba Lan
- Paul Freier
- Richard Herrmann
- Miroslav Klose
- Dariusz Wosz
- Martin Max
- Dieter Mietz
- Werner Olk
- Sepp Piontek
- Lukas Podolski
- Reinhard Schaletzki
- Lukas Sinkiewicz
- Hans Sturm
- Piotr Trochowski
- Wolfgang Weber
- Ernst Wilimowski[7]

### Romania
- Josef Posipal

### Nga

#### East Prussia
- Klaus-Dieter Sieloff

#### Soviet Union
- Andreas Beck

### Slovakia

#### Czechoslovakia
- Fritz Balogh

### Slovenia

#### SFR Yugoslavia
- Fredi Bobic

### Switzerland
- Oliver Neuville

### Syria
- Mahmoud Dahoud

### Turkey
- Mustafa Doğan

### Ukraine

#### Soviet Union
- Roman

## Danh sách theo quốc gia sinh
| Quốc Gia             | Tổng |
| -------------------- | ---- |
| Áo                   | 16   |
| Ba Lan               | 15   |
| Brasil               | 3    |
| Cộng hòa Séc         | 2    |
| Hungary              | 2    |
| Nga                  | 2    |
| Bỉ                   | 1    |
| Bosna và Hercegovina | 1    |
| Ghana                | 1    |
| Namibia              | 1    |
| România              | 1    |
| Slovakia             | 1    |
| Slovenia             | 1    |
| Thụy Sĩ              | 1    |
| Syria                | 1    |
| Thổ Nhĩ Kỳ           | 1    |
| Ukraina              | 1    |

## Tham Khảo
1. 1 2 3 4 5 6 7 8 9 10 11 12  He previously represented Austria
2. ↑  He switched to Austria in 1945
3. ↑  Franz Jelinek tại WorldFootball.net
4. ↑  "Cacau - national football team player". eu-football.info (bằng tiếng Anh). Truy cập ngày 18 tháng 9 năm 2019.
5. ↑  "Kevin Kurányi - national football team player". eu-football.info (bằng tiếng Anh). Truy cập ngày 18 tháng 9 năm 2019.
6. ↑  "Paulo Rink - national football team player". eu-football.info (bằng tiếng Anh). Truy cập ngày 18 tháng 9 năm 2019.
7. ↑  He previously represented Poland